# Déborah Ferrand
Déborah Ferrand, née le 26 octobre 1982 à Paris est une parachutiste française, sportive de haut niveau et membre de l’Équipe de France de parachutisme de 2004 à 2023 dans la double discipline précision d’atterrissage (PA) et voltige. Elle totalise plus de 10250 sauts. 
Elle était également en équipe de France militaire de parachutisme (EFMP), dans les disciplines de précision d'atterrissage, voltige, vol relatif et paraski. Faisant partie de l'Armée des champions,  elle a été affectée au Centre national des sports de la défense (CNSD) de Fontainebleau.
Elle est recordwoman du monde de précision d'atterrissage (2011), championne d'Europe (2011), double championne du monde civile et militaire (2018 et 2022) et vainqueur du classement général de la Coupe du monde (2018). Elle possède également un palmarès étoffé de nombreuses médailles (nationales et internationales) en équipe.

## Biographie
(septembre 2022).
Déborah Ferrand est née le 26 octobre 1982 à Paris (11e arrondissement). Elle a vécu 18 ans en région parisienne, où elle passe un baccalauréat économique et social avant de suivre sa mère lorsqu’elle déménage dans le sud. C’est à Nîmes qu’elle a débuté le parachutisme, le 3 juin 2001. 
Elle s’est engagée dans l’Armée de l’Air en septembre 2001 dans la spécialité fusilier commando. Elle commence la compétition de Précision d’Atterrissage et Voltige après son affectation sur la base de Creil en 2002, puis intègre l’équipe de compétition de l’Armée de l’Air fin 2002, et bénéficie alors du soutien nécessaire pour progresser (matériel et financement des sauts).
En parallèle, elle participe aux stages d’entraînement avec l’équipe de France militaire (EFMP), dans le but de reconstruire une équipe féminine militaire. Après avoir passé deux ans au sein de l’équipe « Armée de l’Air Compétition », elle est affectée à Gap au sein de l’EFMP, en avril 2004. Elle ne se consacrera désormais qu’aux entraînements et aux compétitions. Elle obtient sa première sélection en équipe de France et participe, en 2004, à ses premiers championnats du monde civils et militaires.
Elle gagne son premier titre de championne de France en 2008. Cette même année Déborah commence la préparation mentale avec Ayité MENSAH, coach, préparateur mental et hypnothérapeute.
Les bons résultats commencent à s’enchaîner l’année suivante, et elle atteint la consécration en octobre 2009, en battant le record du monde de précision d’atterrissage une première fois. En 2010, première victoire en coupe du monde de précision d'atterrissage, et elle termine 3e du classement général de la coupe du monde. L’année suivante en 2011, elle remporte le titre de championne d’Europe et améliore son propre record du monde.
En 2012, elle termine 1re au classement général de la coupe du monde en gagnant 3 étapes. Lors de la saison 2013, elle remporte deux titres de vice-championne d’Europe et se classe 2e au classement de la coupe du monde. 2014 fut aussi impressionnante puisque Déborah ramène deux médailles d’argent des Championnats du Monde et elle s’adjuge une seconde fois une victoire au classement général de la coupe du Monde. La même année elle décide d'aller vivre dans le Jura, région qu'elle affectionne particulièrement.
En 2017, elle débute le paraski, discipline qui allie un combiné de sauts de précision d'atterrissage et de slalom géant à ski. C'est une façon pour elle de ne pas marquer une trop grande pause l'hiver, et de rester dans la continuité du mental en compétition.
C'est en 2018 qu'elle fait une saison exceptionnelle en remportant les deux titres en précision d'atterrissage qu'elle convoitait tant : championne du monde militaire, puis une semaine plus tard championne du monde civile, titre qui n'avait pas été gagné par une française depuis 1958. Elle s'adjuge sur la fin de saison son 4e classement général de la Coupe du monde, histoire de "marquer le coup".
Sa carrière sportive et militaire est récompensée fin 2018 par un prix spécial, créé à l'occasion des 70 ans du CISM (Conseil International du Sport Militaire), remis lors du Trophée des Champions de Paris. 
En août 2019, elle se fait exclure de l'équipe de France par la fédération de parachutisme. Les motifs restent arbitraires, sans aucune occasion de se défendre, et l'éviction se fait en dehors des procédures réglementaires. Déborah peut néanmoins compter sur le soutien de l'armée de l'Air, qui lui financera des stages d'entraînement. Après une procédure de conciliation au CNOSF et des entretiens pour sa réhabilitation, elle est finalement réintégrée en septembre 2020, mais cette affaire aura sérieusement entaché sa réputation ainsi que ses convictions sportives. 
En 2021, elle célèbre ses 20 ans de parachutisme et ses 20 ans d'engagement dans l'armée de l'air (devenue Armée de l'air et de l'espace). 
En 2022, elle remporte 7 titres de championne du monde, en réalisant à nouveau un doublé civilo-militaire en précision d'atterrissage, et en remportant enfin les deux combinés individuels, civil et militaire, qu'elle convoitait. Avec son équipe, elle remporte le titre en précision d'atterrissage, civil et militaire. La précision d'atterrissage par équipe n'avait pas été remportée par les Françaises depuis 1970. 
Déborah met un point d'honneur à poursuivre sa carrière militaire. Début 2022, elle passe une épreuve pour être major, grade qui s'obtient uniquement par concours. Elle l'obtient, et deviendra la première major femme fusilier commando en 2023.
Fin 2023, elle décide de mettre fin à sa carrière sportive, après 20 saisons en équipe de France civile et militaire et 175 médailles nationales et internationales. Elle retourne en unité militaire afin de poursuivre sa vocation d'Aviatrice et de continuer à servir dans l'Armée de l'Air et de l'Espace. C'est désormais sur la Base Aérienne 123 d'Orléans qu'elle entame, en quelque sorte, sa deuxième carrière.

## Distinctions
- Médaille de la jeunesse, des sports et de l'engagement associatif, argent (2018)
- Médaille de l'aéronautique
- Médaille de la Défense nationale, échelon or

## Palmarès

### Saison 2007
- Médaille de bronze en vol relatif aux jeux mondiaux militaires (Inde);
- Championne de France de vol relatif (Brienne).

### Saison 2008
- Championne de France de précision d'atterrissage (Nancy).

### Saison 2009
- Championne du monde militaire en vol relatif à 4 en août 2009 (Lucenec, Slovaquie); l'équipe féminine bat également le record du monde militaire (28 points);
- Vainqueur du critérium interarmées en précision d'atterrissage, et premier record du monde (6 "carreaux" consécutifs + 2 centimètres);
- Troisième au classement général de la Coupe de France de précision d'atterrissage.

### Saison 2010
- Vice-championne du monde militaire en vol relatif en juillet (Buoch, Suisse); l'équipe féminine bat son deuxième record du monde militaire (30 points);
- Première victoire en Coupe du monde de précision d'atterrissage (Bled, Slovénie); elle sera suivie d'une deuxième victoire (Locarno, Suisse) et d'une médaille d'argent (Belluno, Italie);
- Troisième place au classement général de la Coupe du monde de précision d'atterrissage.

### Saison 2011
- Championne d'Europe de précision d'atterrissage individuelle (Kikinda, Serbie); deuxième record du monde dans la discipline (6 carreaux consécutifs + 1 centimètre);
- Vice-championne du monde militaire en vol relatif aux Jeux Mondiaux Militaires (Brésil);
- Médaille de bronze au combiné des nations aux Jeux mondiaux militaires (Brésil);
- Médaille d'or à la Coupe du monde de Locarno (Suisse).

### Saison 2012
- Vainqueur de la Coupe du monde de précision d'atterrissage individuelle en 2012;
- Trois victoires en Coupe du monde de précision d'atterrissage (Bled, Slovénie; Belluno, Italie; Locarno, Suisse);
- Troisième en équipe à la Coupe du monde de Bled (Slovénie).

### Saison 2013
- Vainqueur du master européen de précision d'atterrissage de Strasbourg;
- Médaille de bronze au combiné individuel aux championnats d'Europe (Cheboksary, Russie);
- Vice-championne d'Europe en précision d'atterrissage par équipe aux championnats d'Europe (Cheboksary, Russie);
- trois victoires à la Coupe du monde de précision d'atterrissage (Rijeka, Croatie; Bled, Slovénie; Thalgau, Autriche) et une médaille de bronze (Locarno, Suisse);
- Deuxième au classement général de la Coupe du monde de précision d'atterrissage individuelle;
- Deuxième de la Coupe du golfe de précision d'atterrissage "DIPC" (Dubaï, EAU);
- Championne de France de voltige et au combiné (Vichy);
- Vainqueur d'une étape de la coupe de France en précision d’atterrissage (Vannes).

### Saison 2014
- Vice-championne du monde de précision d'atterrissage (Banja Luka, Bosnie);
- Vice-championne du monde au combiné individuel (Banja Luka, Bosnie);
- Médaille de bronze en voltige aux championnats du monde militaires (Solo, Indonésie);
- Championne de France de précision d’atterrissage et au combiné individuel (Vichy);
- Vice-championne de France de voltige (Vichy);
- Une médaille d'or (Bled, Slovénie), deux médailles d'argent (Peiting, Allemagne; Belluno, Italie) et une médaille de bronze (Locarno, Suisse) à la Coupe du monde de précision d'atterrissage;
- Vainqueur de la Coupe du monde de précision d'atterrissage individuelle;
- Médaille de bronze à la Coupe du golfe de précision d'atterrissage "DIPC" (Dubaï, EAU).

### Saison 2015
- Une médaille d'or (Locarno, Suisse) et une médaille d’argent (Thalgau, Autriche) à la Coupe du monde de précision d’atterrissage;
- Médaille de bronze en précision d’atterrissage aux championnats d’Europe (Montana, Bulgarie);
- Médailles de bronze en vol relatif et au combiné des nations aux Jeux Mondiaux Militaires (Pohang, Corée du Sud);
- Vice championne du monde militaire au combiné individuel, médaille de bronze en précision d’atterrissage aux Jeux Mondiaux Militaires (Pohang, Corée du Sud);
- Médaille d'argent en précision d'atterrissage individuelle aux Jeux Mondiaux de l'air (Dubaï, UAE);
- Championne de France militaire de vol relatif à 5;
- Vice championne de France de précision d’atterrissage et en voltige, troisième au combiné individuel (Vichy);
- Vainqueur d'une étape de la coupe de France en précision d’atterrissage (Agen).

### Saison 2016
- Une médaille d’or (Locarno, Suisse), deux médailles de bronze (Belluno, Italie; Thalgau, Autriche) et une médaille d’argent (Peiting, Allemagne) à la coupe du monde de précision d’atterrissage
- Deuxième au classement général de la Coupe du monde de précision d'atterrissage;
- Championne du monde militaire en vol relatif et médaille de bronze au combiné des nations femmes aux championnats du monde militaires (Kubinka, Russie);
- Vice championne du monde militaire au combiné individuel et médaille de bronze en précision d’atterrissage aux championnats du monde militaires (Kubinka, Russie);
- Championne de France militaire en vol relatif (Bouloc);
- Championne de France militaire en précision d’atterrissage (Bouloc);
- Vice champion de France militaire en précision d’atterrissage au classement mixte (Bouloc)
- Vainqueur d'une étape de la coupe de France en précision d’atterrissage (Tallard);
- Deuxième en voltige lors d'une coupe de France (Pamiers).

### Saison 2017
- Une médaille d'argent en équipe (classement général) et une médaille de bronze individuelle à la Coupe du monde de paraski (Zelezna, République Tchèque);
- Trois médailles d’or (Rijeka, Croatie ; Belluno, Italie ; Locarno, Suisse), et une médaille d'argent (Bled, Slovénie) à la Coupe du monde de précision d'atterrissage;
- Vainqueur du classement général de la Coupe du monde de précision d'atterrissage;
- Championne du monde militaire en vol relatif et médaille d'argent au combiné des nations femmes aux championnats du monde militaires (Warendorf, Allemagne);
- Vice championne du monde militaire au combiné individuel (Warendorf, Allemagne);
- Médaille d'argent en précision d'atterrissage, médaille d'argent au combiné individuel, et médaille de bronze aux championnats d'Europe (Podgorica, Monténégro);
- Médailles de bronze en précision d'atterrissage par équipe et au combiné des nations aux championnats d'Europe (Podgorica, Monténégro);
- Championne de France militaire en vol relatif (Chalon);
- Championne de France militaire en précision d’atterrissage (Chalon);
- Médaille de bronze aux championnats de France de soufflerie (Lille);
- Deuxième en voltige lors d'une coupe de France (Agen).

### Saison 2018
- Championne du monde militaire de précision d'atterrissage (Hongrie)[3]
- Médaille d'argent au combiné individuel femme aux championnats du monde militaires (Hongrie)[3]
- Médailles d'argent en vol relatif féminin et au combiné des nations aux championnats du monde militaires (Hongrie)[3]
- Championne du monde de précision d'atterrissage (Bulgarie)[3]
- Médailles de bronze en précision d'atterrissage par équipe femme et au combiné des nations aux championnats du monde (Bulgarie)[3].
- Médaille de bronze individuelle aux championnats du monde militaires de paraski (Autriche).
- 4 médailles d’or (Slovénie, Allemagne, Autriche, Suisse) en Coupe du monde de précision d’atterrissage.
- Vainqueur du classement général de la coupe du monde de précision d'atterrissage.
- Vainqueur d'une étape de la Coupe de France (Montbéliard).

### Saison 2019
- Championne de France de voltige et au combiné (Vichy);
- Vice-championne de France de précision d'atterrissage (Vichy);
- Vainqueur d'une étape de la coupe de France en précision d’atterrissage (Vannes);
- Championne de France militaire en vol relatif (Montbéliard);
- Championne de France militaire en précision d’atterrissage (Montbéliard);
- Vainqueur d'une étape de Coupe du monde de précision d’atterrissage (Slovénie).
- Médaille de bronze au combiné des nations aux Jeux mondiaux militaires (Chine)

### Saison 2020
- Vainqueur de l'étape de la Coupe de la ligue Occitanie (Cahors);
- Vice-championne de France de précision d'atterrissage (Laval);
- Vice-championne de France de voltige (Laval);
- Vice-championne au combiné individuel (Laval).

### Saison 2021
- Médaille de bronze en précision d'atterrissage par équipe et au combiné des nations aux championnats du monde (Russie);
- Médaille de bronze en précision d'atterrissage individuelle aux championnats du monde militaires (Qatar);
- Médaille de bronze en précision d'atterrissage par équipe aux championnats du monde militaires (Qatar);
- Médaille d'argent en précision d'atterrissage individuelle à la Coupe du golfe "DIPC" (Dubaï, UAE);
- Vice-championne de France de voltige et au combiné individuel (Agen).

### Saison 2022
- Championne de France militaire de vol relatif et vice-championne de France militaire de précision d'atterrissage (Saint Galmier);
- Championne du monde militaire de précision d'atterrissage et au combiné individuel, vice-championne du monde militaire de voltige (Autriche);
- Championne du monde militaire de précision d'atterrissage par équipe et au combiné des Nations, médaille de bronze en vol relatif militaire (Autriche);
- Championne du monde de précision d'atterrissage et au combiné individuel (à noter qu'elles sont co-vainqueurs au combiné avec sa coéquipière Léocadie Ollivier de Pury, car à égalité de points, il n'y a plus de départage avec le nouveau règlement), vice-championne du monde de voltige (République Tchèque);
- Championne du monde de précision d'atterrissage par équipe (République Tchèque);
- Vainqueur d'une étape de la Coupe du monde (Thalgau, Autriche).

### Saison 2023
- Vice-championne d'Europe de précision d'atterrissage, médaille de bronze en voltige aux championnats d'Europe (Italie).
- Médaille d'argent et médaille de bronze en Coupe du monde par équipe.
- Médaille de bronze à la Coupe du monde (Dubaï).
- Médaille d'argent au DIPC de Dubaï.
- Vice-championne de France de voltige et au combiné individuel, médaille de bronze en précision d'atterrissage aux championnats de France (Tallard).

### Records
- Recordwoman du monde de précision d'atterrissage individuelle en octobre 2009 (Montauban, France), avec 6 « carreaux » consécutifs, suivis de 02 centimètres;
- Recordwoman du monde militaire en vol relatif à 4 en août 2009 (Lucenec, Slovaquie), avec 28 points en 35 secondes (avec le sergent-chef  Edwige Bauer, le sergent Stéphanie Texier, et le sergent Laurence Hervé);
- Recordwoman du monde militaire en vol relatif à 4 en juillet 2010 (Buoch, Suisse), avec 30 points en 35 secondes (avec le sergent-chef  Edwige Bauer, le sergent Stéphanie Texier, et le sergent Laurence Hervé);
- Recordwoman du monde de précision d'atterrissage individuelle en août 2011 (Kikinda, Serbie), avec 6 « carreaux » consécutifs, suivis d’un centimètre; record du monde de performance avec 3 centimètres sur 10 sauts;